# 宇都宮直賢
宇都宮 直賢（うつのみや なおかた、1898年（明治31年）1月9日 - 1997年（平成9年）6月26日）は、日本の陸軍軍人。最終階級は陸軍少将。

## 経歴
本籍鹿児島県。東京府で鉄道省技師・宇都宮新の二男として生まれる。加治木中学校（現鹿児島県立加治木高等学校）を経て、1920年（大正9年）5月、陸軍士官学校（32期）を卒業。同年12月、歩兵少尉に任官し近衛歩兵第4連隊付となる。1925年（大正14年）4月から1926年（大正15年）3月まで東京外国語学校英語科で委託学生として学んだ。 1930年（昭和5年）11月、陸軍大学校（42期）を卒業した。
1930年12月、近衛歩兵第4連隊中隊長に就任。1931年（昭和6年）9月、参謀本部付勤務となり、参謀本部員（米班）、参謀本部付（支那研究員、上海・香港駐在）、参謀本部付（上海武官補佐官）、陸軍省兵務局付（防諜班長）を務め、1938年（昭和13年）3月、歩兵中佐に昇進。
1939年（昭和14年）3月、中支那派遣軍参謀（渉外部長）に発令され日中戦争に出征。同年9月、支那派遣軍参謀（渉外部長）に転じ、1941年（昭和16年）3月、陸軍大佐に昇進。同年7月、ブラジル大使館付武官に発令され、1942年（昭和17年）8月に帰国。同年9月、第14軍軍政監部総務部長兼同軍参謀に発令され、太平洋戦争に出征。第14軍参謀副長兼フィリピン大使館付武官、南方軍参謀を経て、1944年（昭和19年）10月、第14方面軍参謀副長に転じ、1945年（昭和20年）3月、陸軍少将に昇進した。フィリピンの戦いを遂行し終戦を迎えた。 1946年（昭和21年）12月に復員した。1947年（昭和22年）11月28日、公職追放仮指定を受けた。
戦後、1949年（昭和24年）3月から1968年（昭和43年）4月まで在日米軍語学校の教官を務めた。

## 著作
- 『回想の山下裁判』白金書房、1975年。
- 『南十字星を望みつつ : ブラジル・フィリピン勤務の思い出』宇都宮直賢、1982年。
- 『黄河・揚子江・珠江』宇都宮直賢、1980年。
- 『アメリカ"S"派遣隊』芙蓉書房、1983年。

監修
- 『大日本帝国陸海軍 : 軍装と装備』潮書房、1973年。

訳書
- ケン・ヘクラー著『レイマーゲン鉄橋 : ライン河渡橋作戦』〈ハヤカワ・ノンフィクション〉早川書房、1969年。
- ジョン・ベダー著『空戦 : 山本長官ソロモンに散る』〈第二次世界大戦ブックス 6〉サンケイ新聞社出版局、1971年。
- ヘンリー・I.ショー著『タラワ : 米海兵隊と恐怖の島』〈第二次世界大戦ブックス 7〉サンケイ新聞社出版局、1971年。
- アーサー・スウィンスン著『シンガポール : 山下兵団マレー電撃戦』〈第二次世界大戦ブックス 12〉サンケイ新聞社出版局、1971年。
- ドン・コンドン編『コンバット : 第二次世界大戦・ヨーロッパ戦域』白金書房、1974年。
- ドン・コンドン編『コンバット2 : 第二次世界大戦・ヨーロッパ戦域』白金書房、1975年。
- ジョン・ウィリアムズ著『フランス : ダンケルクへの敗走』〈第二次世界大戦ブックス 14〉サンケイ新聞社出版局、1978年。

## 親族
- 妻 宇都宮ユキ（菅波三郎陸軍大尉の姉）[1]